# 利安·瓦克菲爾德
利安·瓦克菲爾德（英語：Liam Wakefield；1994年4月9日—）是一位英格蘭足球運動員。在場上的位置是右後衛。他現在效力於英格蘭足球冠軍聯賽球隊唐卡斯特流浪足球俱樂部。

## 外部連結
- 足球数据库：利安·瓦克菲爾德的球员统计数据